# Ernst Franz von Platen-Hallermund
Ernst Franz Reichsgraf von Platen-Hallermund (* 7. November 1739 in Linden bei Hannover; † 17. Februar 1818 in Hannover) war kurpfälzischer Geheimrat und braunschweigisch-lüneburgischer General-Erbpostmeister zu Linden und betrieb daneben astronomische Studien.

## Leben
Er war der Sohn von Georg Ludwig von Platen-Hallermund und dessen zweiter Ehefrau Sabina Hedwig von Steuben.
Als Astronom veröffentlichte er in den Jahren 1789 bis 1793 zahlreiche Aufsätze in Bode’s „Astronomischem Jahrbuch“. Er schrieb über Verfahren zur Bestimmung von Planetenmassen und einige andere mehr exotische Themen.
Dass dies nicht sein einziges Interesse war, zeigt der Aufsatz „Erfahrungen über die im Auge zurückbleibenden Gegenstände“, publiziert 1795 in „Schriften der Gesellschaft naturf. Freunde in Berlin“.

## Familie
Graf Ernst Franz von Platen-Hallermund war mit Freiin Friederike Luise von Münster (* 9. Februar 1757; † 16. November 1841) verheiratet. Das Paar hatte folgende Kinder:
- Juliane (* 10. März 1780; † 28. Mai 1826) ⚭ Ferdinand von Malortie (1771–1847) (Eltern von Carl Ernst von Malortie)
- Charlotte Juliane (* 8. September 1778; † 19. November 1857)

⚭ Friedrich Freiherr Blome (* 15. Februar 1769; † 12. September 1818)
⚭ Joseph Graf von Reventlow-Criminil
- Elisabeth (* 16. April 1782; † 1795)
- Georg Wilhelm Friedrich (* 6. November 1785; † 13. Februar 1873) ⚭ Julie Marianne Charlotte von Hardenberg (* 22. Oktober 1788; † 18. August 1833)